# Maslenitsa (Koustodiev)
Pour l’article homonyme, voir Maslenitsa.
Maslenitsa (en russe : Масленица) est un tableau du peintre russe Boris Koustodiev, réalisé en 1916, qui représente une scène de fête rétrospective.

## Description
« Le tableau reflète l'aspect spectaculaire et la beauté de la fête populaire de la Maslenitsa, qui symbolise la fin du long hiver russe. Les foires, les kermesses, les spectacles populaires, attirent Koustodiev comme autant d'expressions de l'énergie créatrice populaire. La peinture qui en découle est le fruit de la riche imagination de l'artiste. Elle réunit de manière frappante, à la fois un vaste espace panoramique, et des petits détails riches en couleur et précis. Le tableau est conçu, en même temps comme une scène vivante, visible dans la réalité et en même temps comme un décor pour une boite à bijoux laquée. Pour rendre les couleurs de la fête, l'artiste compose un décor proche de l'art populaire. Dans un pays de neige et de contes de fées tout est en mouvement : la course de troïkas, les petites taches de couleur des vêtements, les nuances multiples de la neige. Koustodiev aime aussi représenter les clochers d'églises et les toiles de tentes des carrousels et tout ce qui personnifie le rêve dans la vie du peuple. L'énergie, le mouvement, la joie de vivre sont pressés de chasser le règne froid de l'hiver. Pourtant, l'allégresse est inséparable du sentiment que ce retour au monde passé est une illusion. »

## Histoire
Le thème de maslenitsa, selon le biographe de Koustodiev, est apprécié à ce point par le peintre, pour des raisons qui lui sont personnelles. À ce sujet une lettre de sa mère lui disait: « Ta naissance, se fête depuis 23 ans à la Maslenitsa. Après tout, tu es né un jeudi de carnaval et c'est pourquoi, vraisemblablement, tu aimes tant les crêpes».
Les toiles Maslenitsa, Auberge moscovite, Fille sur la Volga, le portrait de L. B Borgman, Moisson et d'autres ont été donnés par Koustodiev le 28 février 1916 à l'exposition du Monde de l'Art. (L'artiste n'a pas pu la visiter lui-même du fait de l'aggravation de sa maladie et de la proximité de la date d'une opération chirurgicale). La commission pour l'achat de tableaux pour le musée de l'Académie des beaux arts a beaucoup apprécié la toile Maslenitsa et en a fait l'acquisition pour la somme de 1 750 roubles en même temps que la toile d'Igor Grabar Poires. Cela provoque toutefois un conflit : un de membres de la commission, le peintre Richard Alexandrovitch Bergholz est opposé à cette acquisition des tableaux de Grabar et Koustodiev. En signe de protestation il est rejoint par Eugène Lanceray et Dmitri Kardovski qui quittent cette commission. Le 22 mars 1916, S. P. Kratchkovski écrit par contre à Koustodiev : « Ilia Repine m'a écrit qu'il s'extasiait devant votre Maslenitsa ».

### Variantes
Le tableau des festivités de la Maslenitsa est peint par Koustodiev en 1916 et est conservé au Musée russe (inventaire no 4358) depuis 1923, en provenance de l'académie des beaux-arts. Une version plus petite de l'auteur, datant de la même année, se trouve exposée à la galerie Tretiakov (Inventaire no 11891, dimensions 62,7 × 125,2 cm), depuis 1929, en provenance du Musée russe.
Promenade à la Maslenitsa (1916) a été vendu aux enchères, chez Christie's à Londres, pour la somme de 91 750 livres sterling.

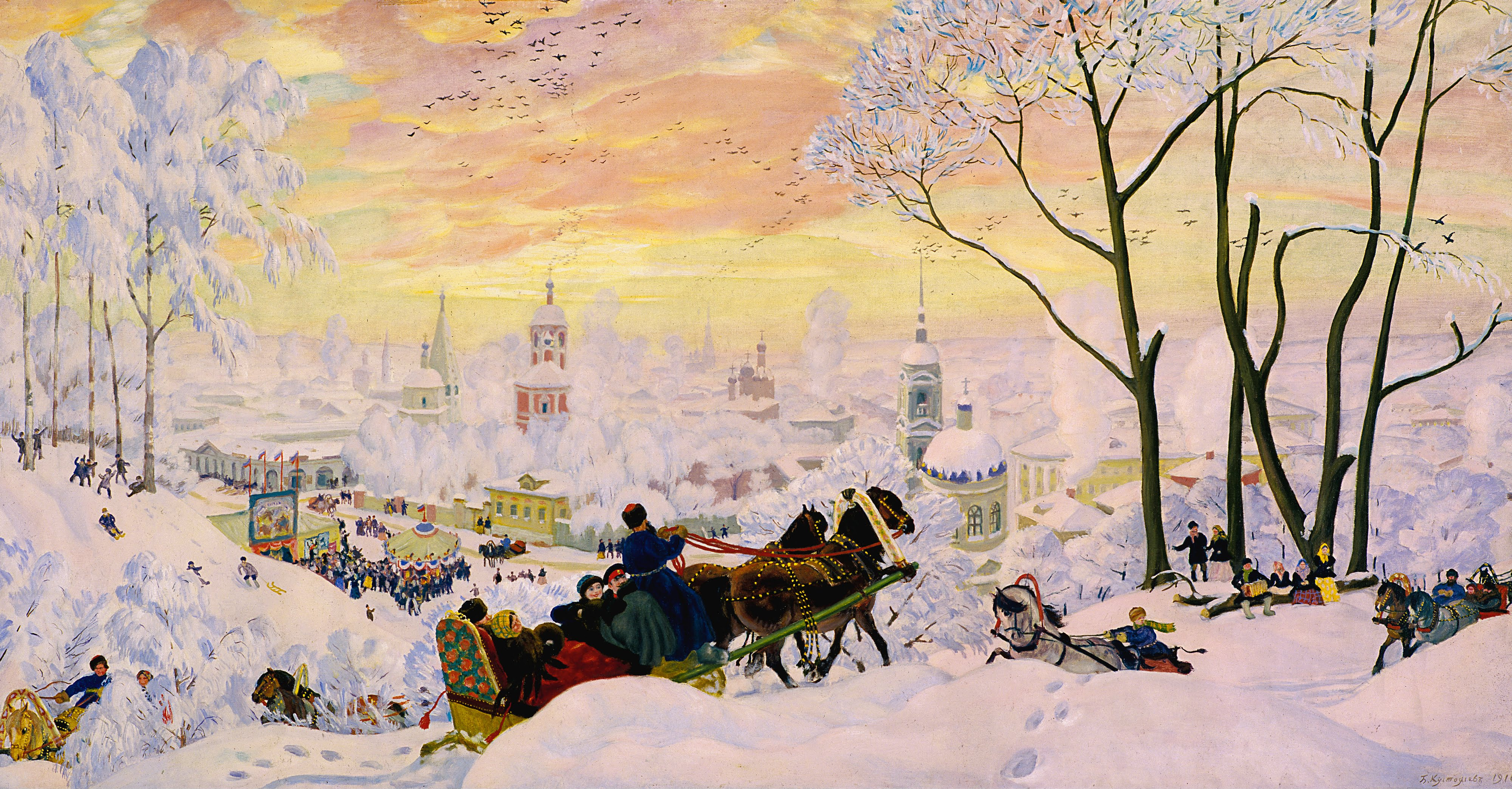
Maslenitsa à la galerie Tretiakov, 1916 /dimensions de cette copie par l'auteur : 62,7 × 125,2 cm.
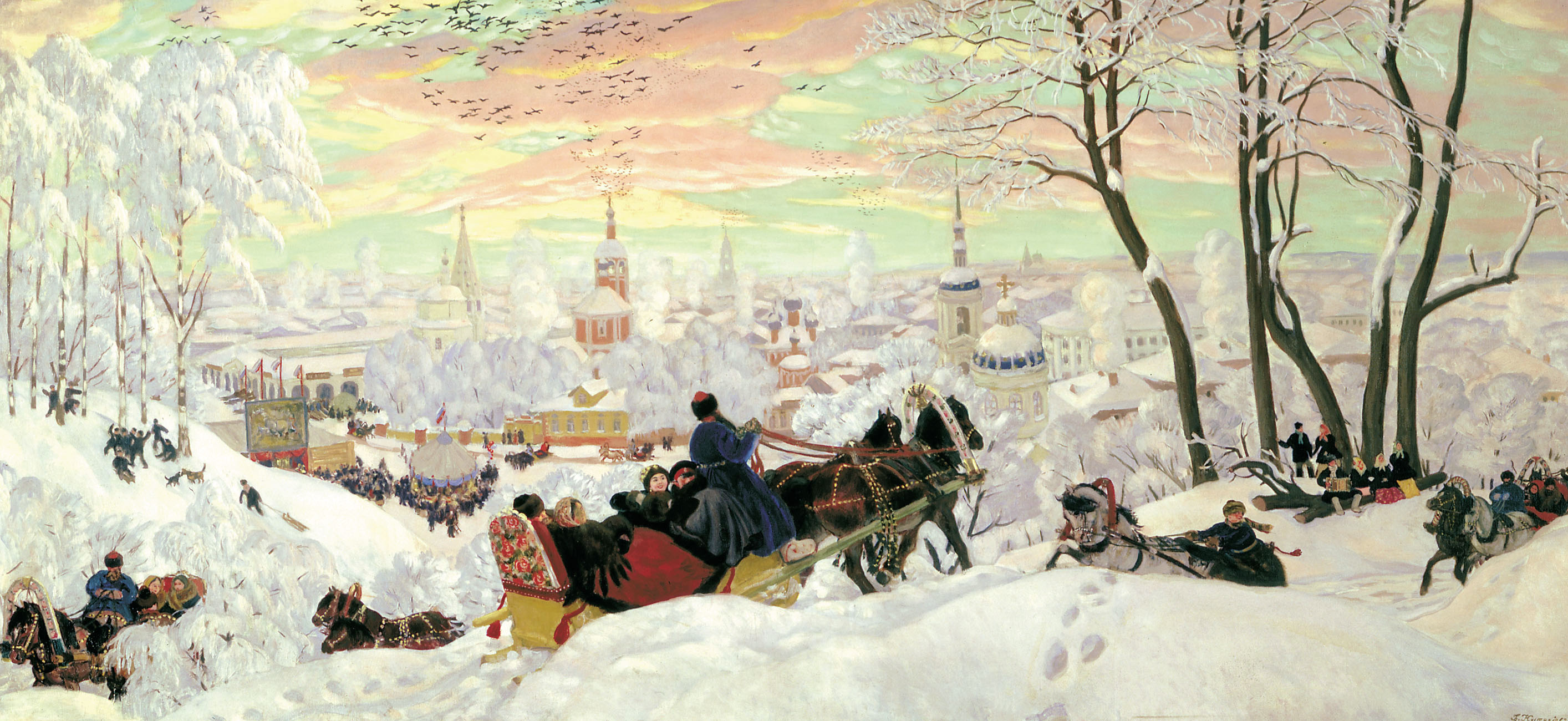
Maslenitsa ; collection privée.
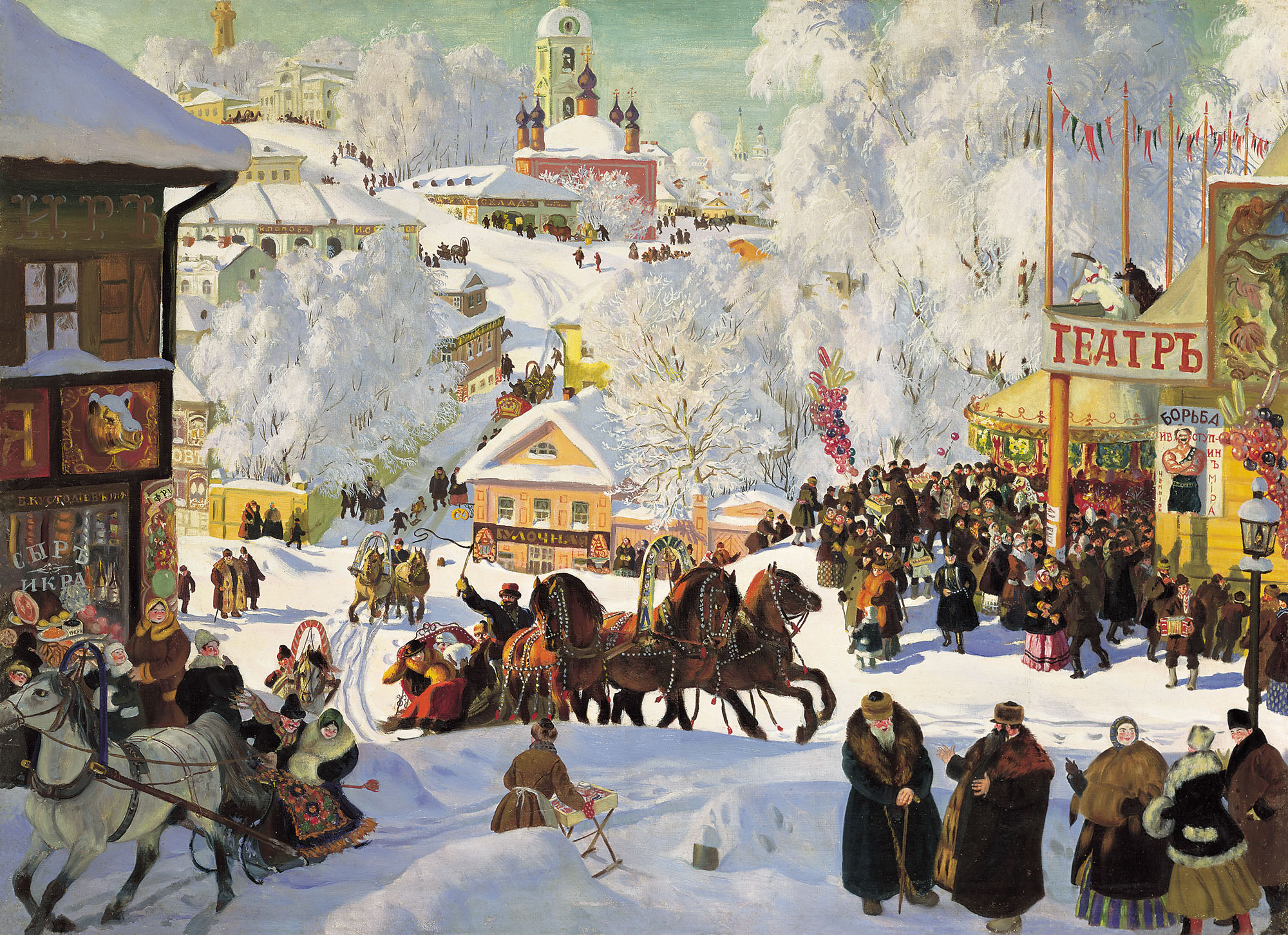
Maslenitsa, 1919 (Musée-appartement Isaak Brodsky).
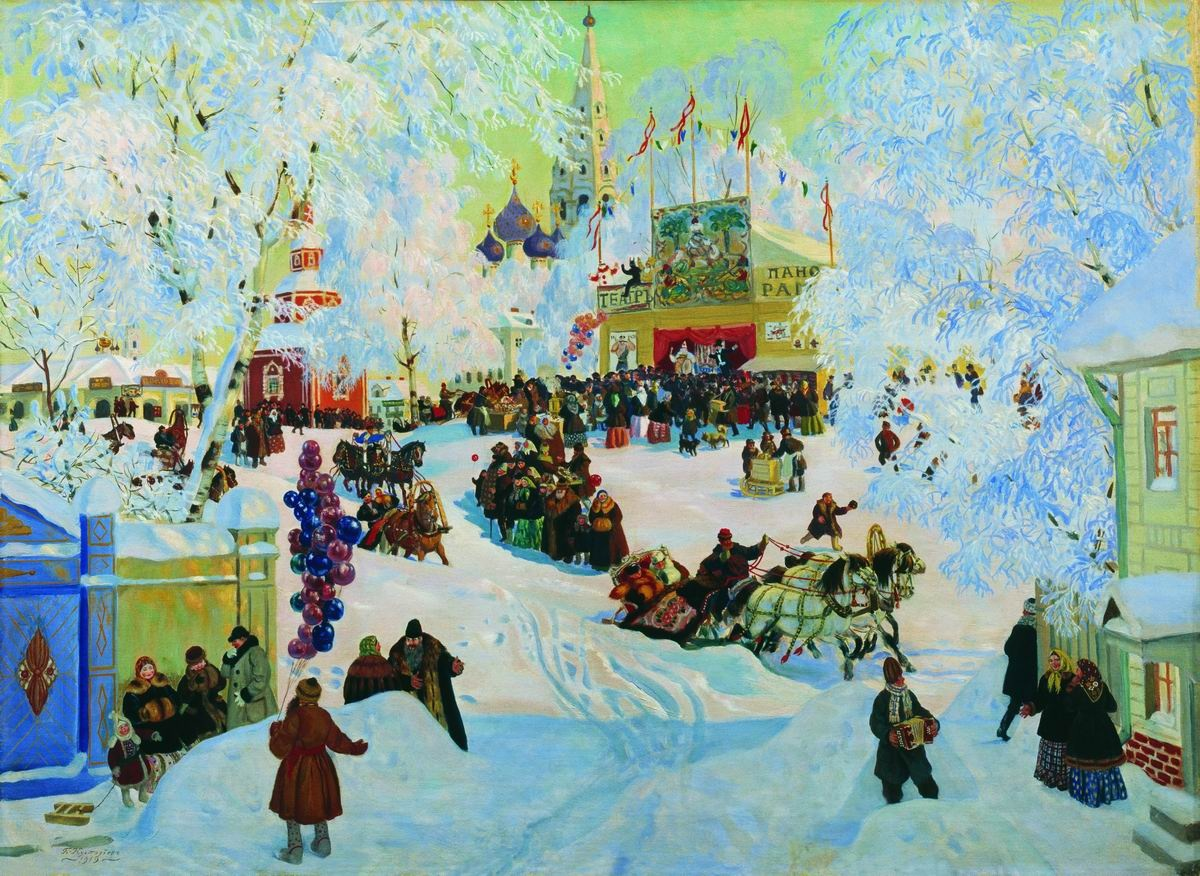
Maslenitsa, 1919. Musée national des beaux-arts de Biélorussie, Minsk.
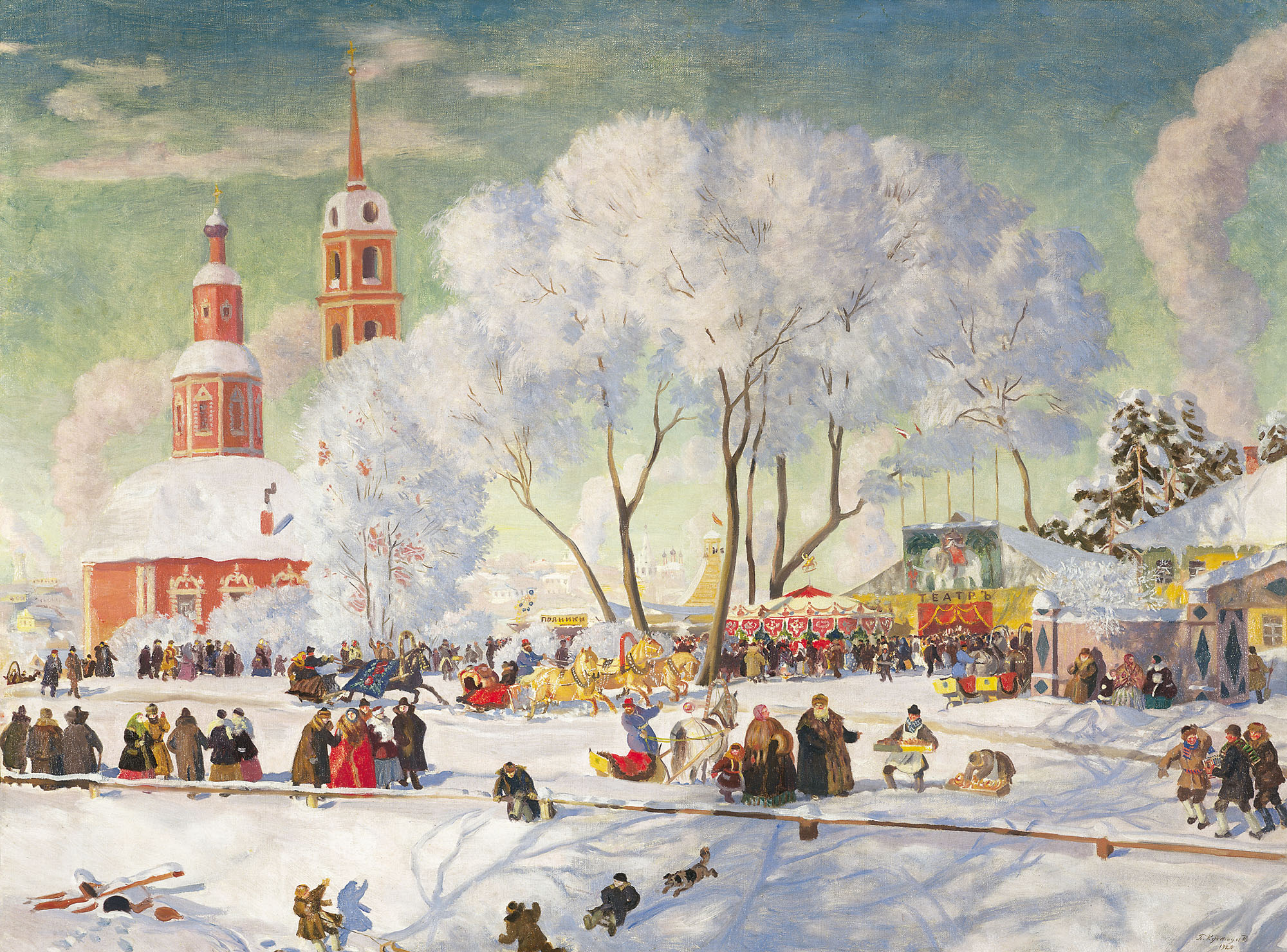
«Масленица», 1920. Château d'Ouzkoïe dans l'oblast de Moscou.
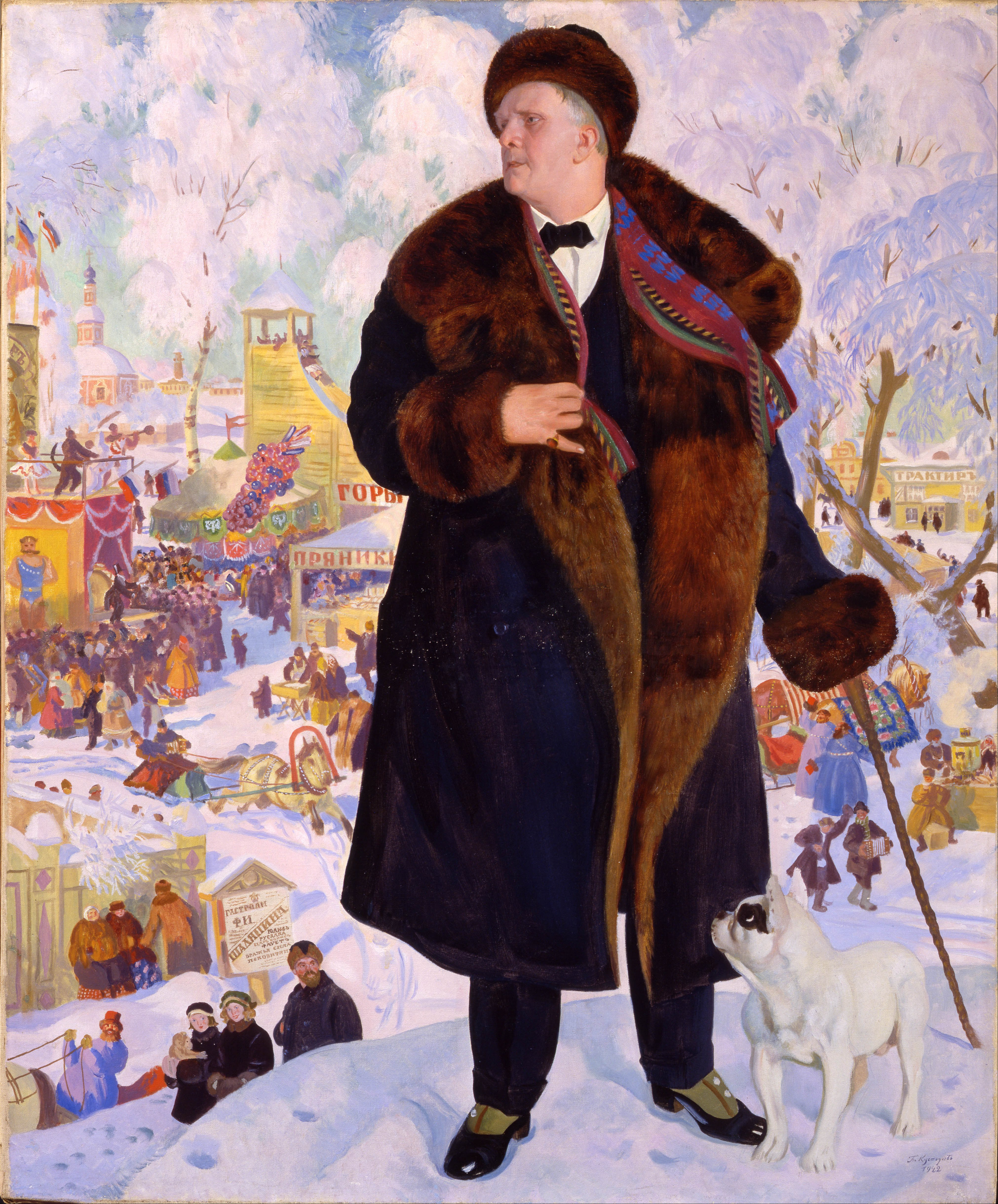
Portrait de Fédor Chaliapine, 1922 (Musée russe).

## Influence

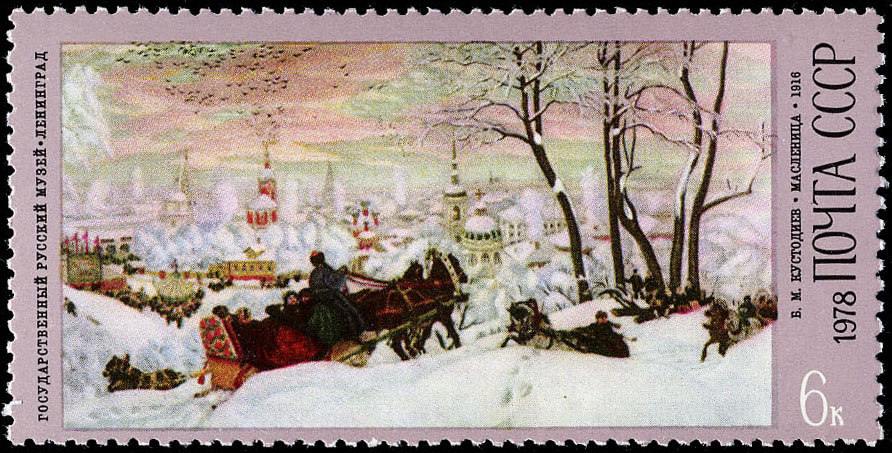
URSS timbre-poste 1978 № 4803

En 1978, la série 100 ans depuis la naissance de Koustodiev (1878—1927), comprend 5 timbres-poste, dont un avec la reproduction du tableau Maslenitsa.